# Брауншвайгер Муме
Брауншвайгер Муме (на немски: Braunschweiger Mumme, на латински: Mumma Brunsvicensium или Mumia, на английски: Brunswick Mum; на френски: Mom de Bronsvic), известна и само под името Муме, е регионална тъмна немска бира, тип ейл, която се произвежда в Брауншвайг, провинция Долна Саксония, Северна Германия, още от късното Средновековие. След близо 200-годишно прекъсване пивоварната традиция на този рядък стил е възстановена и от есента на 2008 г. Муме отново се предлага на пазара от компанията „H.Nettelbeck KG“ под марката „Segelschiff Mumme Bier“. Под името Брауншвайгер Муме същата компания продава и ликьор, безалкохолна малцова напитка, хранителни добавки, сладкиши, бонбони и др.

## История и характеристика
Историята на тази бира датира от късното Средновековие. Първите писмени извори за производството на Муме в Брауншвайг датират от 1390 и 1425 г.
Съществуват различни легенди за произхода на името на тази средновековна бира. Според една тя е кръстена на средновековния пивовар Кристиян Муме, който основал пивоварна в Брауншвайг през 1463 г. Името му обаче не е документирано в градските архиви. Според друга легенда името идва от историята на млад мъж, който злоупотребявал с напитката и накрая препил до смърт.
Заради необичайния си състав и дългия срок на годност, Муме бързо се превръща в един от най-важните износни продукти на града. Благодарение на високото си алкохолно и захарно съдържание, през 15-и и 16 век Муме е една от малкото напитки, които остават годни за консумация след по-дълъг период от време и може да издържи на дългите морски пътувания. За да се удължи срока на годност на напитката, съдържанието на алкохол допълнително се удвоявало. Пивоварите от Брауншвайг изнасят бирата в Дания, Великобритания, Холандия, Швеция, балтийските държави, както и в Индия и на Карибите. Въпреки големия си търговски успех по това време, Муме има „недостатък“ – сладкия вкус. Тогава, както и днес, малтозата е неразделна част от рецептата, което прави бирата трайна, но в същото време изключително сладка, лепкава и гъста.
Постепенно износът на Муме намалява, благодарение на търговски забрани, наложени в чужбина. В средата на 17 век рецептата на Муме попада в английски ръце, и английски пивовари започват да копират Муме и да продават бирата под английски търговски марки. Около 1670 г. Великобритания дори успява да забрани вноса на истинската Брауншвайгер Муме в продължение на няколко години. До края на 17 век въпреки всичко износът расте, но постепенно времената се променят. Други градове успяват да наложат своята продукция, благодарение на подобрените техники за консервиране и производство на трайни бири, които са и с по-добри вкусови качества. В резултат на това продажбите на бирата масово започват да спадат и Муме губи своите пазарни позиции. Това се дължи в голяма степен и на лошото качество на бирите-имитации, както и на налагането на други сортове бира, което също допринася за спада в продажбите на Брауншвайгер Муме.
Производството на бирата Брауншвайг е преустановено в края на 18-и – началото на 19 век, като под същата марка започва да се прави само безалкохолна малцова напитка, макар и в ограничени мащаби, което производство се запазва и до наши дни. В края на 19 век в Брауншвайг са останали само две пивоварни, произвеждащи безалкохолна напитка Муме, срещу десет, които варят светли лагер бири.
След близо 200-годишно прекъсване, през есента на 2008 г., компанията „Н.Nettelbeck KG“ възстановява производството на бирата Брауншвайгер Муме. Настоящата Брауншвайгер Муме е тъмнокафява бира, направена от около една трета пшеничен и две трети ечемичен малц, с алкохолно съдържание 5,2 % об.